# Pedaria spinithorax
Pedaria spinithorax là một loài bọ cánh cứng trong họ Bọ hung (Scarabaeidae).